# 莲花装勋章
莲花装勋章（Padma Bhushan）是印度政府颁发的第三级公民荣誉奖，授予在各领域为印度做出杰出贡献的人物。该奖项由印度第一任总统拉金德拉·普拉萨德于1954年设立。印度公民荣誉奖共有四级，其余奖项分别为第一级的印度国宝勋章、第二级的莲花赐勋章和第四级的莲花士勋章。 
中国著名学者季羡林曾于2008年获得过该奖项。2010年，印度著名演员阿米尔·汗获得该荣誉。